# Helictopleurus steineri
Helictopleurus steineri là một loài bọ cánh cứng trong họ Bọ hung (Scarabaeidae).